# Ив, Ангус
Ангус Ив (англ. Angus Eve; 23 февраля 1972, Карнейдж, Тринидад и Тобаго) — известный в прошлом тринидадский футболист. Рекордсмен сборной Тринидада и Тобаго по футболу по числу сыгранных за неё матчей (117 игр).

## Карьера футболиста
Первым клубом Ива был «Джо Паблик». В скором времени ему удалось попасть в сборную страны. В 1999 году Ив попытался заиграть в Европе, но ему не удалось закрепиться в английском «Честер Сити». В скором времени полузащитник вернулся на родину. В течение долгого времени он выступал за «Сан-Хуан Джаблоти», пока в 2005 году не принял решение о завершении карьеры.

## Карьера тренера
Некоторое время Ив работал в тренерских штабах команд «Сан-Хуан Джаблоти» и «Ма Пау». В 2011 году возглавлял молодёжную сборную Тринидада и Тобаго, которая под руководством Ива не смогла квалифицироваться на Олимпийские игры в Лондоне.
В настоящее время возглавляет тринидадскую команду «Клаб Сандо» и юношескую сборную Тринидада и Тобаго.
13 июня Комитет по нормализации Футбольной ассоциации Тринидада и Тобаго до конца лета назначил Ива исполняющим обязанности главного тренера национальной команды. На этом посту он сменил англичанина Терри Феника, который не смог преодолеть со сборной первый раунд квалификации на ЧМ-2022 в Катаре. Вместе с тринидадцами он отобрался на Золотой Кубок КОНКАКАФ в США. На нем «сока уориорз» в первом матче неожиданно сыграла вничью с Мексикой (0:0). По итогам группового раунда карибская сборная не смогла выйти из группы, заняв с двумя очками третье место. Однако этот результат для тринидадцев, попавших в финальную часть лишь за несколько дней до старта турнира, посчитали не провальным. В сентябре Ив на постоянной основе возглавил основную и молодежную национальную команду страны.
Под его руководством национальная команда выступила на еще одном Золотом Кубке КОНКАКАФ и в начале 2024 года остановилась в шаге от выхода на дебютный Кубок Америки. Несмотря на улучшение результатов, 31 июля 2024 года Ив объявил об уходе с поста наставника тринидадцев.

## Достижения

### Международные
- Победитель Клубного чемпионата КФС (1): 1998.
- Бронзовый призёр Золотого кубка КОНКАКАФ (1): 2000.
- Обладатель Карибского кубка (1): 1995.

### Национальные
- Чемпион Тринидада и Тобаго (2): 2002, 2003/04.
- Обладатель Кубка Тринидада и Тобаго (2): 1996, 2005.